# Dolichopus carolinensis
Dolichopus carolinensis är en tvåvingeart som beskrevs av Van Duzee 1921. Dolichopus carolinensis ingår i släktet Dolichopus och familjen styltflugor.
Artens utbredningsområde är Florida. Inga underarter finns listade i Catalogue of Life.